# 2018年ニューカレドニア独立住民投票
2018年ニューカレドニア独立住民投票（2018ねんニューカレドニアどくりつじゅうみんとうひょう）は、フランスの海外領土であるニューカレドニアにおいて2018年11月4日に投票が行われた、フランスからの独立の是非を問う住民投票。フランスの海外領土として残留するか、独立国となるかが問われる選挙であり、フランス本土政府は、住民投票の結果を尊重するとしている。
投票の結果、独立反対が得票率56.40％と過半数となり、ニューカレドニアはフランスにとどまることとなった。ただし独立が反対多数となった場合でも、2020年と2022年に再び独立投票を実施する権利が与えられていることになっていた。2回目の住民投票は2020年10月4日に、3回目の住民投票は2021年12月12日に執行され、再び独立が否決されている。

## 背景
1987年に行われた独立住民投票においては、独立賛成が842名（1.7%）に対して、反対は48,611名（98.3%）に達し、フランスへの残留が決定されたが、カナック社会主義民族解放戦線（FLNKS）をはじめとする大半の独立派は投票をボイコットしたため、投票率は59.10%に過ぎなかった。翌1988年には自治権の拡大を約したマティニョン合意が成立するも、合意に署名したFLNKS指導者のジャン＝マリー・チバウが暗殺されるなど、混乱が続いた。
1998年に、フランス政府および、独立派のFLNKSやカレドニア共和国運動と締結されたヌーメア協定により、自治権の拡大が図られた一方、独立投票は2018年末までに行わなければならないとされた。

## 世論調査
| 調査会社 | 調査実施日        | サンプル数 | 独立賛成 | 独立反対      | 未決定/ 無回答 | 票差 |     |    |    |    |    |
| -------- | ----------------- | ---------- | -------- | ------------- | -------------- | ---- | --- | -- | -- | -- | -- |
| 調査会社 | 調査実施日        | サンプル数 | Quidnovi | 1–15 Aug 2018 | 未決定/ 無回答 | 票差 | 731 | 20 | 69 | 11 | 49 |
| I-Scope  | 30 Jul–8 Aug 2018 | 628        | 28       | 63            | 9              | 35   |     |    |    |    |    |
| Quidnovi | 4–15 Jun 2018     | 739        | 15       | 65            | 21             | 50   |     |    |    |    |    |
| Quidnovi | 16–26 Apr 2018    | 712        | 15       | 58            | 27             | 43   |     |    |    |    |    |
| I-Scope  | 16–25 Apr 2018    | 682        | 22.5     | 59.7          | 17.8           | 37.2 |     |    |    |    |    |
| I-Scope  | 23 Mar–4 Apr 2017 | 514        | 24.4     | 54.2          | 21.4           | 29.8 |     |    |    |    |    |

## 脚註
1. ↑  “New Caledonia, French Leaders Look To Finalize Plans For 2018 Referendum”. Pacific Islands Report (2016年11月7日). 2017年4月8日閲覧。
2. ↑  Willsher, Kim (2018年3月19日). “New Caledonia sets date for independence referendum”. The Guardian. 2018年3月20日閲覧。
3. ↑  Lyons, Kate (2018年7月16日). “New Caledonia Referendum: Call to Reject 'Colonising Power' France”. The Guardian. 2018年7月16日閲覧。
4. ↑  “独立、再び否決　住民投票で賛否僅差―仏領ニューカレドニア”. 時事ドットコム. 時事通信社. (2020年10月4日) 2020年10月5日閲覧。
5. ↑  “仏領ニューカレドニア　独立否決　独立派がボイコット　大統領、「フランスに留まる」と結果を正当化”. 産経新聞. (2021年12月12日) 2021年12月12日閲覧。 {{cite news}}: |work=、|newspaper=引数が重複しています。 (説明)⚠
6. ↑  “Neukaledonien (Frankreich), 13. September 1987 : Unabhängigkeit / Verbleib bei Frankreich -- [in German]” (ドイツ語). Database and Search Engine for Direct Democracy (2016年10月20日). 2018年8月29日閲覧。
7. ↑  l'Intérieur, Ministère de. “kernel (1) / Erreur - Les services de l'État en Nouvelle-Calédonie”. Nouvelle-caledonie.gouv.fr. 2018年7月17日閲覧。